# Paul Stocker
Paul Stocker (Redwood City, California, 1952 - El Ejido, Almería, 26 de junio de 2025) fue un saxofonista (saxo alto y saxo soprano), clarinetista bajo y flautista estadounidense de jazz. Fue un músico autodidacta.

## Biografía
Se trasladó a Europa en 1970, desde donde ha colaborado con una inmensa variedad de figuras nacionales e internacionales en Europa, América y África. A principios de los 70 se afincó en España, donde colaboró con casi todas las figuras nacionales e internacionales del jazz en el país como Tete Montoliu, Pony Poindexter, Lou Bennet, Jean-Luc Vallet, Dave Thomas, Billy Brooks, Peer Wyboris, Horacio Fumero, Eric Peter, Manolo Elías, Carlos Gonzálbez, José Antonio Galicia, etc. así como con gente de la movida catalana como Toti Soler, Jordi Sabatès, Ovidi Montllor y la Orquestra Mirasol.
Mientras tanto iba estableciendo contactos en Francia, Inglaterra y Portugal, donde trabajaba con figuras como Mike Osborne, François Jeanneau, Saheb Sarbib, Henry Lowther, Rão Kyao, Kathy Stobart, Howard MacGhee, Jackie Samson y Steve Lacy.
A finales de los 70, después de un par de años en París, se afincó en Ámsterdam, atraído por el ambiente experimental y abierto reinante en Holanda.  

## Carrera musical
A partir de allí ha colaborado con todos los máximos exponentes del jazz y la música improvisada en Europa como son los holandeses Misha Mengelberg, Han Benninck, Boy Raaymakers, Eric Vloeimans, Jasper van ’t Hof, Arjen Gorter, Willem Breuker; los sudafricanos Harry Miller, Dudu Pukwana, Joe Malinga, Johnny Dyani, Sean Bergin, Bongi Makeba, Thoko Mdlalhosa, Mervin Africa, Hugh Masekela y los African Jazz Pioneers; los americanos Wilbur Little, Curtis Clark, Clarence Becton, Ray Appelton, Burton Greene, Bob Bray, etc. además de un sinfín de talentos de todo el mundo que incluye a Alex von Schlippenbach, Carmen Linares, Leonardo Amuedo, Fernando Lameirinhas, Rafael de Utrera, Toninho Ramos, Adama Dramé, Régis Gizavo y Rafael Habichuela.
Paralelo a su trabajo como solista, Paul Stocker fue profesor de saxofón y de combos durante 4 años en el Sweelinck Conservatorium de Ámsterdam; impartió clases de saxofón en la Universidad de Ámsterdam desde 1990 hasta 2001; ha dado innumerables cursos y semanarios de jazz y música improvisada en Holanda, Bélgica, Austria, Francia, España y Portugal; y por sus amplios e íntimos conocimientos de muchos estilos es muy requerido como docente y dirigente en proyectos como “One World Music”, “Big Band”, “Mediterranée”, “Flamenco” o “Be Bop”.
Desde 1985 hasta 2001 dirigió las legendarias sesiones de los domingos en el café literario “De Engelbewaarder” en Ámsterdam. Tiene más de 40 LP-CD grabados.
Desde 1983 dirige y compone para la “Maiden Voyage Jazz Orchestra” (hoy en día la “Paul Stocker Bug Band”), la Big Band más ecléctica y original de Holanda, que ha sabido conquistar al público y la crítica con su potencia, espontaneidad y atrevimiento. Con esta gran formación ha actuado en el Festival de Jazz se Salamanca y el Festival Internacional de Jazz de Granada (2003) y en el Festival de Jazz en la Costa (Almuñécar, 2005), en este último con Alba Cruz y Benjamín “El Moreno” como invitados flamencos especiales. 
Desde 2001 hasta 2012 mantuvo una base en Granada desde donde desarrollaba sus actividades musicales.  Lideraba dos cuartetos para actuaciones en el ámbito nacional, así como la gran orquesta creativa La Dubi Dubi Band.   También formó parte de la Luisitania Jazz Machine del pianista Javier Arroyo. 
Desde 2003 hasta 2008 fue director artístico de la Escuela de Música Moderna de La Zubia, donde impartió clases de vientos, combo y orquestra creativa.  Posteriormente dio clases de instrumento (todos, vientos, cuerdas, voz) en diversos pueblos en la zona de Granada. 
Actualmente está afincado en Madrid, donde trabaja con una gran diversidad de formaciones, desde dúos hasta conjuntos grandes e imparte clases de música creativa.
En enero de 2016 editó su último disco "Skylark", una recopilación que abarca 30 años de producción musical.

## Discografía selecta
- Valencia Chocolate - The Burton Greene Quartet featuring Paul Stocker.
- Sanstitre - Compass.
- Kwela Khona Jazz - Lebombo.
- Nabakitsi - Lebombo.
- South Africa Force - Joe Malinga.
- Bust Out! - J.C. and the Rockets.
- A Rocket Symphony - J.C. and the Rockets.
- Live in the Bimhuis - Sean Bergin’s MOB.
- Lonely Hearts - Vaalbleek Vokaal
- Plays Lorca - Caoutchouc.
- Chorinhos Brasileiros e Fuga - Trio de Janeiro.
- Lágrimas e Risos - Fernando Lameirinhas.
- Fadeando - Fernando Lameirinhas.
- O Destino - Fernando Lameirinhas.
- Live - Fernando Lameirinhas
- Full Circle - David Mengual Quartet con Paul Stocker.
- Noorderzon - Gerard Ammerlaan Octet.
- Third Stream, First Love - Gerard Ammerlaan Octet, featuring Lucia Meeuwsen.
- Night in Torremolinos - Paul Stocker’s Maiden Voyage Jazz Orchestra.
- Standards Infusion - Javier Esteve.
- Milho verde - Luisitania Jazz Machine.
- Dubi Dubi Band - Orquesta Creativa dirigida por Paul Stocker.
- Sur Mira al Sur - Lusitania Jazz Machine.
- Walking Alone - Rosa Lazar.
- Lejos	- Dubi Dubi Band.
- Skylark - Paul stocker

## Docencia
Paul Stocker tiene una larga y variada carrera impartiendo clases de música en Europa. De 1983-86 era el profesor de saxofón en el Sweelinck Conservatorium de Ámsterdam (Holanda). De 1988-89 volvió al Sweelinck como compositor invitado para dar clases de conjunto (combo) basadas en sus propias composiciones.
Desde 1990 hasta 2001 ha dado clases en grupos pequeños para saxofón en el CREA, el departamento cultural de la Universidad de Ámsterdam.

## Cursos y seminarios
Paralelamente ha desempeñado una importante labor dando cursos y seminarios por toda Holanda y en otros países de Europa, destacándose los siguientes proyectos para conjuntos grandes y mixtos:
- 1983 taller para saxos, Madrid, con presentación final en el club Clamores
- 1984 curso de improvisación instantánea, Conservatorio de Gratz (Austria)
- 1987 semanario ‘Big Band’, Bergen op Zoom (NL)
- 1992/3 curso de jazz para alumnos avanzados, St. Jazz Power, Eindhoven (NL)
- 1993/4 curso de ‘Be-Bop’, Centro Cultural O-42, Nijmegen (NL)
- 1994/5 dirigente invitado para la Jazz Power Big Band, Eindhoven (NL)
- 1995/2000 dirigente invitado/ director musical de la S.I.L. Leerorkest, Leeuwarden (NL)
- 1999/2000 director invitado para el Róterdam Jazz Project, con el proyecto ‘Sur’: músicas no occidentales como punto de partida para la improvisación, Róterdam (NL)
- 2000/1 director invitado para un proyecto sobre músicas no occidentales para la U-Tribe, Utrecht (NL)
- 2002 > Paul Stocker imparte clases magistrales de composición y arreglo en la Escuela de Música de Peñaranda (Salamanca); cursos de estrategias para la improvisación en la Universidad de Extremadura (Cáceres), y cursos de big band en el Conservatorio Superior de Cáceres.
- 2002/2008 clases de vientos, combo y orquestra de música creativa en la Escuela de Música Moderna de La Zubia (Granada), donde fue director artístico; y los cursos intensivos de música moderna (3 días), que se dan durante el Festival Internacional de Jazz de Granada (noviembre).
- 2009/2012 -  imparte clases de instrumentos, armonía, combos y técnicas para la improvisación en diversos pueblos de la zona de Granada.
- 2012 Actualmente está afincado en Madrid desde donde desarrolla sus actividades musicales. Paralelamente mantiene sus contactos con Holanda, donde va a actuar con frecuencia.

Además ha dado multitud de cursos intensivos para la SWING, la organización holandesa para la enseñanza de música improvisada. Así ha impartido cursos temáticos como ‘Big Band’, ‘One World’, ‘Mediterranée’ y ‘South Africa’.
Paul Stocker domina todos los aspectos del lenguaje de la música folclórica de su país natal, el jazz; pero además su larga colaboración con colegas de otros países y culturas le ha proporcionado conocimientos profundos sobre otras músicas como pueden ser el Kwela surafricano, el Chorinho brasileño, el Fado, la Rebética griega o el Flamenco.